# پورتلند (کنتیکت)
پورتلند (به انگلیسی: Portland) یک منطقهٔ مسکونی در ایالات متحده آمریکا است که در شهرستان میدلسکس، کنتیکت واقع شده‌است. پورتلند ۶۴٫۵ کیلومتر مربع مساحت و ۹٬۵۰۸ نفر جمعیت دارد و ۵۵ متر بالاتر از سطح دریا واقع شده‌است.